# Gare de Parc Impérial
La gare de Parc Impérial est une gare ferroviaire française de la ligne de Nice à Digne, située en bordure de l'avenue Paul Arène, à proximité du lycée du Parc-Impérial à Nice, dans le département des Alpes-Maritimes, en région Provence-Alpes-Côte d'Azur.

## Situation ferroviaire
La gare de Parc Impérial est située au point kilométrique 1,240 de la ligne de Nice à Digne entre la gare de Gambetta la gare de Saint-Philippe.
Elle est dotée d'une unique voie bordée par un quai.

## Service des voyageurs

### Accueil
Petite gare urbaine exploitée par la Régie régionale des transports de Provence-Alpes-Côte d'Azur (RRT), elle dispose d'un unique quai avec un abribus pour attendre.
L'accès se fait via un étroit chemin en pente le long de la voie depuis l'avenue Paul Arène.

### Desserte
Parc Impérial voit passer l'ensemble des trains circulant de ou vers Nice CP, que ce soient les trains périurbains pour Colomars-La Manda ou Plan-du-Var ou les trains au long cours continuant vers Annot et Digne-les-Bains.

### Intermodalité
La gare n'est en correspondance directe avec le réseau des Lignes d'Azur. Néanmoins, les lignes 11, 70 et 75 s'arrêtent à l'arrêt Square Daudet à quelques dizaines de mètres de l'entrée de la gare.